# Лема Фаркаша
Лема Фаркаша — твердження опуклої геометрії, що широко використовується в теорії оптимізації, зокрема при розгляді двоїстих задач лінійного програмування і доведення теореми Каруша — Куна — Такера в нелінійному програмуванні. Лема Фаркаша є однією з так званих теорем альтернативності, що стверджують про існування розв'язку однієї і тільки однієї з деяких двох систем лінійних рівнянь і нерівностей 

## Твердження
Нехай A – матриця розмірності m × n, {\displaystyle b\in \mathbb {R} ^{m}}. Тоді розв'язок має тільки одна  з таких систем:
1. {\displaystyle Ax=b,\quad x\geq 0,\quad x\in \mathbb {R} ^{n}}
2. {\displaystyle y^{\top }A\leq 0,\quad \langle y,b\rangle >0\quad y\in \mathbb {R} ^{m}.}

## Доведення
Нехай система 1 має розв’язок, тобто існує вектор {\displaystyle x\geq 0}  такий, що {\displaystyle Ax=b.}  Припустимо  {\displaystyle y^{\top }A\leq 0,} тоді:
{\displaystyle 0<\langle y,b\rangle =\langle y,Ax\rangle =\langle y^{\top }A,x\rangle \leq 0}.
Одержана суперечність доводить, що система 2 не має розв’язку. 
Припустимо, що система 1 не має розв’язку. Розглянемо замкнуту опуклу множину {\displaystyle Z=\left\{c:c=Ax,\;x\geq 0\right\}}. За припущенням {\displaystyle b\notin Z,} тоді з огляду на теорему про віддільність опуклої множини і точки, що їй не належить, існують вектор {\displaystyle p\in \mathbb {R} ^{n},p\neq 0} , і число α такі, що {\displaystyle \left\langle p,b\right\rangle >\alpha ,\quad \;\left\langle p,c\right\rangle \leq \alpha \quad \forall c\in Z.} Оскільки, {\displaystyle 0\in Z} , то  {\displaystyle \alpha \geq 0,\,\left\langle p,b\right\rangle >\alpha \geq 0.}  З іншого боку {\displaystyle \alpha \geq \left\langle p,Ax\right\rangle =\left\langle p^{\top }A,x\right\rangle .} Компоненти вектора x можуть бути як завгодно великими, тому з останньої нерівності отримуємо {\displaystyle p^{\top }A\leq 0.}  Отже, p — розв’язок системи 2.

## Наслідок
Для дійсної матриці A розмірності m × n і {\displaystyle b\in \mathbb {R} ^{m}} має розв'язок одна і тільки одна з таких систем:
1. {\displaystyle Ax\leq b,\quad x\in \mathbb {R} ^{n},}
2. {\displaystyle A^{T}y=0,\quad b^{T}y<0,\quad y\in \mathbb {R} ^{m},\quad y\geq 0.}

Дане твердження іноді називають теоремою Гейла.

### Доведення
Нехай {\displaystyle A'} це матриця {\displaystyle A':=[A\quad -A\quad I]}, де {\displaystyle I} це одинична матриця. Розмірність цієї матриці є рівною m × (2n+m).
Система нерівностей {\displaystyle Ax\leq b} має розв'язок {\displaystyle x} тоді і тільки тоді, коли система рівнянь {\displaystyle A'x'=b} має невід'ємний розв'язок {\displaystyle x'\in \mathbb {R} ^{2n+m}}. Справді, якщо система рівнянь має такий розв'язок  то позначивши {\displaystyle x_{i}=x'_{i}-x'_{n+i}} одержуємо {\displaystyle Ax+x''=b,} де {\displaystyle x''\in \mathbb {R} ^{m}} позначає вектор елементами якого є {\displaystyle x''_{i}=x'_{2n+i}.} Оскільки усі {\displaystyle x''_{i}\geq 0,} то звідси одержуємо {\displaystyle Ax\leq b.}
Якщо ж {\displaystyle Ax\leq b} має розв'язок {\displaystyle x\in \mathbb {R} ^{n},} то можна знайти розв'язок системи рівнянь  {\displaystyle A'x'=b}. Для цього для кожного індексу i, якщо {\displaystyle x_{i}\geq 0,} то нехай  {\displaystyle x'_{i}:=x_{i},\ x'_{n+i}:=0.} Якщо {\displaystyle x_{i}<0,} то нехай  {\displaystyle x'_{i}:=0,\ x'_{n+i}:=-x_{i}.} Значеннями {\displaystyle x'_{2n+i}} визначимо різницю {\displaystyle b_{i}} і добутку i-го рядка матриці A і вектора x. Тоді так визначений вектор {\displaystyle x'\in \mathbb {R} ^{2n+m}} є розв'язком системи рівнянь {\displaystyle A'x'=b.}
Застосовуючи лему Фаркаша до системи {\displaystyle A'x'=b} отримуємо твердження наслідку.

### Лема Фаркаша випливає із теореми Гейла
Навпаки із теореми Гейла можна довести лему Фаркаша. Як і вище доводиться, що система {\displaystyle y^{\top }A\leq 0,\quad y\in \mathbb {R} ^{m}} (яку транспонувавши зручніше розглядати у виді {\displaystyle A^{\top }y\leq 0}) має розв'язок тоді і тільки тоді коли має розв'язок невід'ємний розв'язок система {\displaystyle A'y'=0,} де 
{\displaystyle A':=[A^{\top }\quad -A^{\top }\quad I]}  є матрицею розмірності n × (2m + n). Додаткова умова {\displaystyle \langle y,b\rangle >0} при цьому виконується тоді і лише тоді коли для відповідного вектора {\displaystyle y'} (що одержується із {\displaystyle y}, як {\displaystyle x'} із {\displaystyle x} вище) виконується умова {\displaystyle \langle y',b'\rangle <0,} де {\displaystyle b'} є вектором перші m координат якого є рівні відповідним координатам вектора {\displaystyle b} помноженим на -1, наступні  m координат є рівні відповідним координатам вектора {\displaystyle b}, а останні n координат є рівні 0.
Відповідно якщо друга система у твердженні леми Фаркаша не має розв'язків то система {\displaystyle A'y'=0} не має невід'ємних розв'язків, що задовольняють  нерівність {\displaystyle \langle y',b'\rangle <0.} Тоді із теореми Гейла випливає існування {\displaystyle x'\in \mathbb {R} ^{n}} для якого {\displaystyle Ax'\leq -b,\quad -Ax'\leq b,\quad x'\leq 0.} Тоді {\displaystyle x=x'} є розв'язком першої системи в умові леми Фаркаша.